# Omophroninae
Omophroninae zijn een onderfamilie van de loopkeverfamilie (Carabidae). De wetenschappelijke naam werd voor het eerst geldig gepubliceerd in 1810 door Bonelli.

## Taxonomie
Het volgende geslacht wordt bij de onderfamilie ingedeeld:
- Omophron Latreille, 1802